# Convergentie (kansrekening)
In de kansrekening kan convergentie van een rij stochastische variabelen verschillende betekenissen hebben. Anders dan bij rijen getallen is er geen voor de hand liggende definitie voor het asymptotische gedrag bij toenemende omvang van de steekproef. Daardoor zijn er verschillende convergentiebegrippen ontstaan, van verschillende sterkte. De belangrijkste daarvan worden in dit lemma besproken.
Het gaat steeds om een rij stochastische variabelen {\displaystyle X_{1},X_{2},\ldots }, gedefinieerd op een kansruimte {\displaystyle (\Omega ,\Sigma ,P)}

## Zwakke convergentie
De zwakste vorm van convergentie is zwakke convergentie of convergentie in verdeling. De convergentie betreft niet de stochastische variabelen zelf, maar hun verdelingsfuncties. De rij {\displaystyle (X_{n})} convergeert zwak of in verdeling als er een stochastische variable {\displaystyle X} bestaat zodanig dat voor alle {\displaystyle x} waarin de verdelingsfunctie {\displaystyle F_{X}} continu is, geldt:
{\displaystyle \lim _{n\to \infty }F_{X_{n}}(x)=F_{X}(x)}
Men zegt dan dat de rij zwak of in verdeling convergeert naar {\displaystyle X} en schrijft:
{\displaystyle X_{n}\,{\xrightarrow {d}}\,X}.
Een toepassing van convergentie in verdeling zijn de centrale limietstellingen.

### Relatie met karakteristieke functies
Zwakke convergentie van de rij {\displaystyle (X_{n})} en puntsgewijze convergentie van de overeenkomstige rij karakteristieke functies {\displaystyle (\varphi _{X_{n}}(t))} zijn gerelateerd door:
{\displaystyle X_{n}\,{\xrightarrow {d}}X\ \Rightarrow \ \varphi _{X_{n}}(t)\to \varphi _{X}(t){\text{ voor alle }}t\in \mathbb {R} }
De omgekeerde bewering geldt niet zonder meer, daarvoor is het nodig dat de limietfunctie {\displaystyle \varphi _{X}(t)} continu is in {\displaystyle t=0}:
{\displaystyle \varphi _{X_{n}}(t)\to \varphi _{X}(t){\text{ voor alle }}t\in \mathbb {R} {\text{ en }}\varphi _{X}(t){\text{ continu in }}t=0\ \Rightarrow X_{n}{\xrightarrow {d}}X}.
Dit laatste resultaat wordt in veel gevallen gebruikt om de zwakke convergentie van {\displaystyle X_{n}} aan te tonen, en daarmee tevens, vanwege de eenduidigheid van de karakteristieke functie, de limiet te bepalen als de stochastische variabele met de limietfunctie als karakteristieke functie.

## Convergentie in kans
Een zwak begrip van convergentie is convergentie in kans. Bij dit convergentiebegrip betreft het niet de convergentie van afzonderlijke realisaties, maar kansen op bepaalde gebeurtenissen. De rij {\displaystyle (X_{n})} convergeert in kans als er een stochastische variable {\displaystyle X} bestaat zodanig dat voor alle {\displaystyle \varepsilon >0}
{\displaystyle \lim _{n\to \infty }P(|X_{n}-X|>\varepsilon )=0}.
Men zegt dan dat de rij in kans convergeert naar {\displaystyle X} en schrijft:
{\displaystyle X_{n}\,{\xrightarrow {P}}\,X}.
Een toepassing van convergentie in kans is de zwakke wet van de grote getallen.
Convergentie in kans impliceert zwakke convergentie.

## Convergentie in gemiddelde
Bij convergentie in gemiddelde – eigenlijk 'in verwachting' – wordt niet naar de afzonderlijke realisaties gekeken, maar naar verwachtingswaarden. De rij {\displaystyle (X_{n})} convergeert in {\displaystyle p}-de gemiddelde of in {\displaystyle L^{p}}-norm als {\displaystyle {\rm {E}}\left(|X_{n}|^{p}\right)<\infty ,} en er een stochastische variable {\displaystyle X} bestaat met {\displaystyle {\rm {E}}\left(|X|^{p}\right)<\infty }, zodanig dat
{\displaystyle \lim _{n\to \infty }{\rm {E}}\left(|X_{n}-X|^{p}\right)=0.}
Daarbij is {\displaystyle p\geq 1} enig reëel getal. Deze vorm van convergentie wordt wel genoteerd als:
{\displaystyle X_{n}\,{\xrightarrow {L^{p}}}\,X}
en men zegt dat de rij in {\displaystyle p}-de gemiddelde (of in {\displaystyle L^{p}}-norm) naar de stochastische variable {\displaystyle X} convergeert.
Belangrijke gevallen zijn de gevallen {\displaystyle p=1} en {\displaystyle p=2}, In het geval {\displaystyle p=1} spreekt men ook van convergentie in gemiddelde, en in het geval {\displaystyle p=2} van convergentie in kwadratisch gemiddelde.
Uit een eigenschap van de {\displaystyle L^{p}}-norm volgt dat uit convergentie in {\displaystyle q}-de gemiddelde, met {\displaystyle q>p}, convergentie in {\displaystyle p}-de gemiddelde volgt. Convergentie in kwadratisch gemiddelde impliceert dus convergentie in gemiddelde.
Uit de Markov-ongelijkheid volgt nog dat convergentie in {\displaystyle p}-de gemiddelde de convergentie in kans impliceert.

## Bijna zekere convergentie
Bijna zekere convergentie komt het meest overeen met convergentie van getallenrijen. Men zegt dat de rij {\displaystyle (X_{n})} bijna zeker convergeert als er een stochastische variable {\displaystyle X} bestaat, zodanig dat
{\displaystyle P\left(\lim _{n\to \infty }X_{n}=X\right)=P\left(\left\{\omega \in \Omega \,\left|\,\lim _{n\to \infty }X_{n}(\omega )=X(\omega )\right.\right\}\right)=1}.
Dit houdt in dat bijna alle realisaties van de rij puntsgewijs convergeren. 'Bijna alle' betekent daarbij: voor alle uitkomsten op een gebeurtenis met kans 0 na.
In geval van convergentie zegt men dat de rij bijna zeker convergeert naar de  stochastische variable {\displaystyle X}, en schrijft (met a.s., almost sure, voor bijna zeker):
{\displaystyle X_{n}{\xrightarrow {\text{a.s.}}}X.}
Bijna zekere convergentie wordt gebruikt bij de formulering van de sterke wet van de grote getallen.